# クリトブロス
クリトブロス（クリトブーロス、希: Κριτόβουλος）は、古代ギリシアのアテナイの市民。哲学者ソクラテスの親友・世話人であるクリトンの長男であり、ソクラテスの弟子の1人。
プラトンの著作では話者として登場することはないが、『ソクラテスの弁明』『パイドン』では、そこに父であるクリトンと共に居合わせた人物として言及されている。また『エウテュデモス』末尾のソクラテスとクリトンの対話では、クリトブロスの教育について議論されている。
クセノポンの著作では、『ソクラテスの思い出』第1巻第3章、第2巻第6章で言及される他、『饗宴』『家政論』といった作品では、話者として登場させられており、富裕かつ容姿端麗な人物として描かれている。